# Verrucomicrobiota
Los verrucomicrobios (Verrucomicrobiota) son un filo descrito de bacterias. Este filo contiene sólo unas pocas especies, siendo Verrucomicrobia spinosum la que ha dado nombre al grupo, y las Prosthecobacter las que más llaman la atención por su relación con los eucariotas. 
Las especies identificadas han sido aisladas del agua dulce, del suelo, agua de mar y heces humanas. Se aisló en aguas termales a Methylacidiphilum infernorum, un autótrofo-metanótrofo hiperacidófilo.
Algunas Verrucomicrobiota, todavía no cultivadas, se han encontrado en asociación con huéspedes eucariotas, incluyendo protistas y nematodos. Ciertas evidencias sugieren que muchas son abundantes e importantes para el medio ambiente. 
Se considera a Verrucomicrobiota parte del supergrupo PVC o también llamado Planctobacteria, el cual agrupa a Planctomycetota, Verrucomicrobiota y Chlamydiota.